# Zvyazda
Zvyazdá (en bielorruso: Звязда́, en castellano: «la estrella»), también conocido como Zviezdá (Звезда), es un periódico bielorruso fundado en 1917 como Mólot (Молот, «martillo») y, posteriormente, Burieviéstnik (Буревестник, «Petrel»). Se publica de forma diaria en bielorruso y tiene su sede en Minsk.
El periódico es de propiedad estatal, cubre la información cultural, social, política y económica de Bielorrusia. También cuenta con secciones internacionales y deportivas. Actualmente es uno de los medios de comunicación más importantes en bielorruso, así como uno de los últimos medios de comunicación en esta lengua.

## Historia
El diario fue fundado en 1917 como un órgano del Partido bolchevique ruso. El periódico se publica desde 1917, con mayor o menor frecuencia, en diferentes intervalos. El primer número se publicó el 27 de julio de 1917 en la ciudad de Minsk y en ruso. Desde 1925, el periódico se imprimió en bielorruso y en ruso, y desde agosto de 1927 sólo en lengua bielorrusa.
Zvyazdá fue cerrado dos veces por el gobierno provisional ruso, pero continuó siendo publicado bajo diferentes nombres como Mólot (Молот, «martillo») y, posteriormente, Burieviéstnik (Буревестник, «Petrel»). En algunos períodos de la Primera Guerra Mundial y la Guerra polaco-soviética el Zvyazdá fue impreso en Smolensk.
Durante la Segunda Guerra Mundial, los comunistas restantes trataron de publicar el periódico de forma ilegal en el territorio de la ocupación nazi en Bielorrusia.
Desde el 10 de julio de 1944, Zvyazdá se publica diariamente en Minsk. Hasta 1991, era un periódico oficial del Partido Comunista de Bielorrusia, el parlamento y el gobierno comunista de Bielorrusia. Durante la era soviética, el periódico recibió la Orden de la Guerra Patria y la Orden de la Bandera Roja del Trabajo.